# Coelothrix
Coelothrix, rod crvenih algi u porodici Champiaceae,dio reda Rhodymeniales. Postoje dvije priznate vrste; obje su morske.
Kao novouveden rod 1920. godine opisan je kao monotipičan; vrsta C. irregularis (Harvey) Børgesen 1920, čiji je tipski lokalitet Key West na Floridi. Druga vrsta, C. indica, je iz obalnog područja Mauricijusa.

## Vrste
1. Coelothrix indica Børgesen
2. Coelothrix irregularis (Harvey) Børgesen - tip

## Vanjske poveznice
|  | Zajednički poslužitelj ima još gradiva o temi Coelothrix |
|  | Wikivrste imaju podatke o taksonu Coelothrix             |